# Elizabeth Bird
Elizabeth Bird, detta Lizzie (Manila, 4 ottobre 1994), è una siepista britannica, vincitrice della medaglia di bronzo agli europei di Monaco di Baviera 2022 e di Roma 2024.

## Palmarès
| Anno                                  | Manifestazione          | Sede       | Evento       | Risultato | Prestazione | Note                                     |
| ------------------------------------- | ----------------------- | ---------- | ------------ | --------- | ----------- | ---------------------------------------- |
| In rappresentanza della Gran Bretagna |                         |            |              |           |             |                                          |
| 2019                                  | Mondiali                | Doha       | 3000 m siepi | Batteria  | 9'30"13     | Miglior prestazione personale            |
| 2021                                  | Giochi olimpici         | Tokyo      | 3000 m siepi | 9ª        | 9'19"68     | Record nazionale                         |
| 2022                                  | Mondiali                | Eugene     | 3000 m siepi | Batteria  | 9'23"17     |                                          |
| 2022                                  | Europei                 | Monaco     | 3000 m siepi | Bronzo    | 9'23"18     |                                          |
| 2024                                  | Europei                 | Roma       | 3000 m siepi | Bronzo    | 9'18"39     | Miglior prestazione personale stagionale |
| 2024                                  | Giochi olimpici         | Parigi     | 3000 m siepi | 7ª        | 9'04"35     | Record nazionale                         |
| In rappresentanza dell' Inghilterra   |                         |            |              |           |             |                                          |
| 2022                                  | Giochi del Commonwealth | Birmingham | 3000 m siepi | Argento   | 9'17"79     | Miglior prestazione personale            |

## Campionati nazionali
2016
- 5ª ai campionati britannici, 3000 m siepi - 10'15"34

2019
- Argento ai campionati britannici, 3000 m siepi - 9'46"85

2021
- Oro ai campionati britannici, 3000 m siepi - 9'35"36

2022
- Oro ai campionati britannici, 3000 m siepi - 9'46"16

2024
- Oro ai campionati britannici, 3000 m siepi - 9'29"67

## Altre competizioni internazionali
2019
- 13ª al British Grand Prix ( Birmingham), 3000 m siepi - 9'50"97

2020
- 13ª all'ISTAF Berlin ( Berlino), 3000 m siepi - 9'55"21

2021
- 7ª all'Herculis ( Monaco), 3000 m siepi - 9'22"80

2022
- Bronzo all'Herculis ( Monaco), 3000 m siepi - 9'07"87
- 4ª al Meeting de Paris ( Parigi), 3000 m siepi - 9'19"46

2023
- 11ª ai London Anniversary Games ( Londra), 3000 m siepi - 9'59"12

2024
- Bronzo al Meeting de Paris ( Parigi), 3000 m siepi - 9'09"07